# Национальный парк Вулкан Ислуга

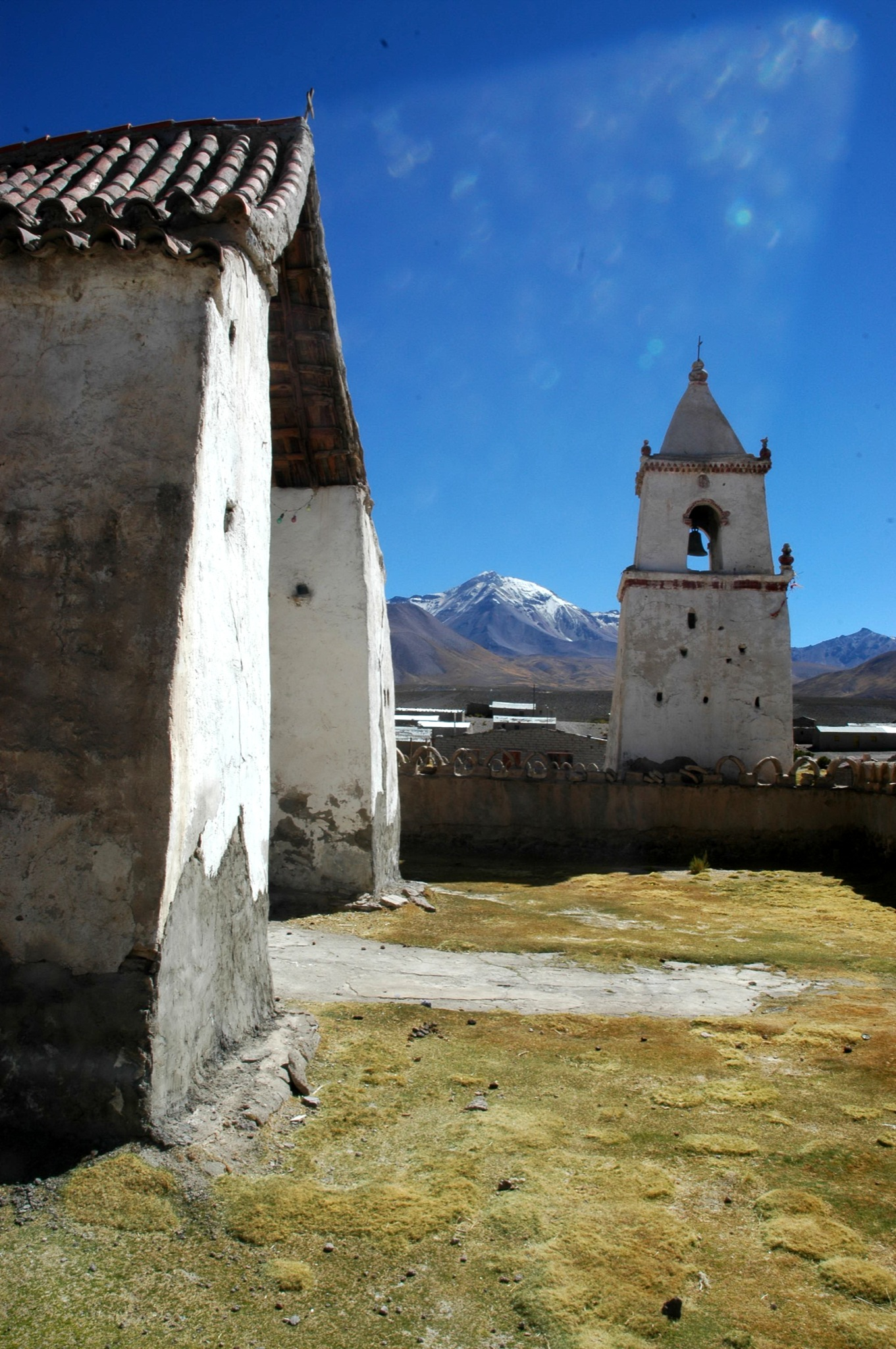
Церковь в Ислуга

Национальный парк Вулкан Ислуга расположен в Андах, в области Тарапака в Чили, возле посёлка Кольчане, к югу от Биосферного заповедника Лаука на территории коммун Кольчане, Каминья и Уара. Он был создан в 1967 году, но его настоящие границы были закреплены в 1985 г.
Его территория составляет 1 747 квадратных километров. Высота ландшафта расположена между 2 100 и 5 550 метрами. Парк назван по имени вулкана Ислуга, высота которого 5 550 м. и который является самой высшей точкой в этом парке. Другие самые высокие точки — это горы Кимсачата (5 400 м), Татахачура (5 252 м) и Латарама (5 207 м).
По территории парка протекает река Арабилья, которая рождается на южном склоне хребта Кимсачатас и которая в нижнем течении имеет название Арома и поверхностные воды которой рождаются из многих маленьких ручьёв. Также здесь расположены небольшие озёра Паринакота и Арабилья, которые обладают большим разнообразием фауны (особенно птиц) и флоры.
Средняя величина годовых осадков — от 50 мм до 250 мм, их концентрация идёт с декабря по март. Средние годовые температуры в парке от  минус 5 до +10 °C.
Проходящие по тропам парка экскурсанты могут увидеть многообразие ландшафтов и растительности окружающей среды парка (например, озеро Арабилья). Здесь есть возможность наблюдать такую фауну, как чилийский фламинго и большое разнообразие птиц, населяющих эти места.
Другая и самая важная достопримечательность парка — плоскогорье Пучульдиса, со своими гейзерами и термальными курортами, в которых вода достигает температуры 85 °C. Фумаролы видны, главным образом, на рассвете и зимой, в течение холодных месяцев, когда воды гейзеров замораживаются, формируя великолепные ледяные блоки.
Парк включает культурное наследие индейцев аймара. Есть несколько посёлков в пределах парка, таких, как Ислуга.

## См.также
Национальные заповедники Чили